# Cotesia orientalis
Cotesia orientalis är en stekelart som beskrevs av Chalikwar och Nikam 1984. Cotesia orientalis ingår i släktet Cotesia och familjen bracksteklar. Inga underarter finns listade i Catalogue of Life.